# Ewald Bellingrath
Ewald Bellingrath (Barmen, Wuppertal, 18 de abril de 1838 – Dresden, 22 de agosto de 1903) foi um construtor de navios alemão.
Ewald Bellingrath foi sepultado como também sua mulher Emilie no Johannisfriedhof em Dresden.

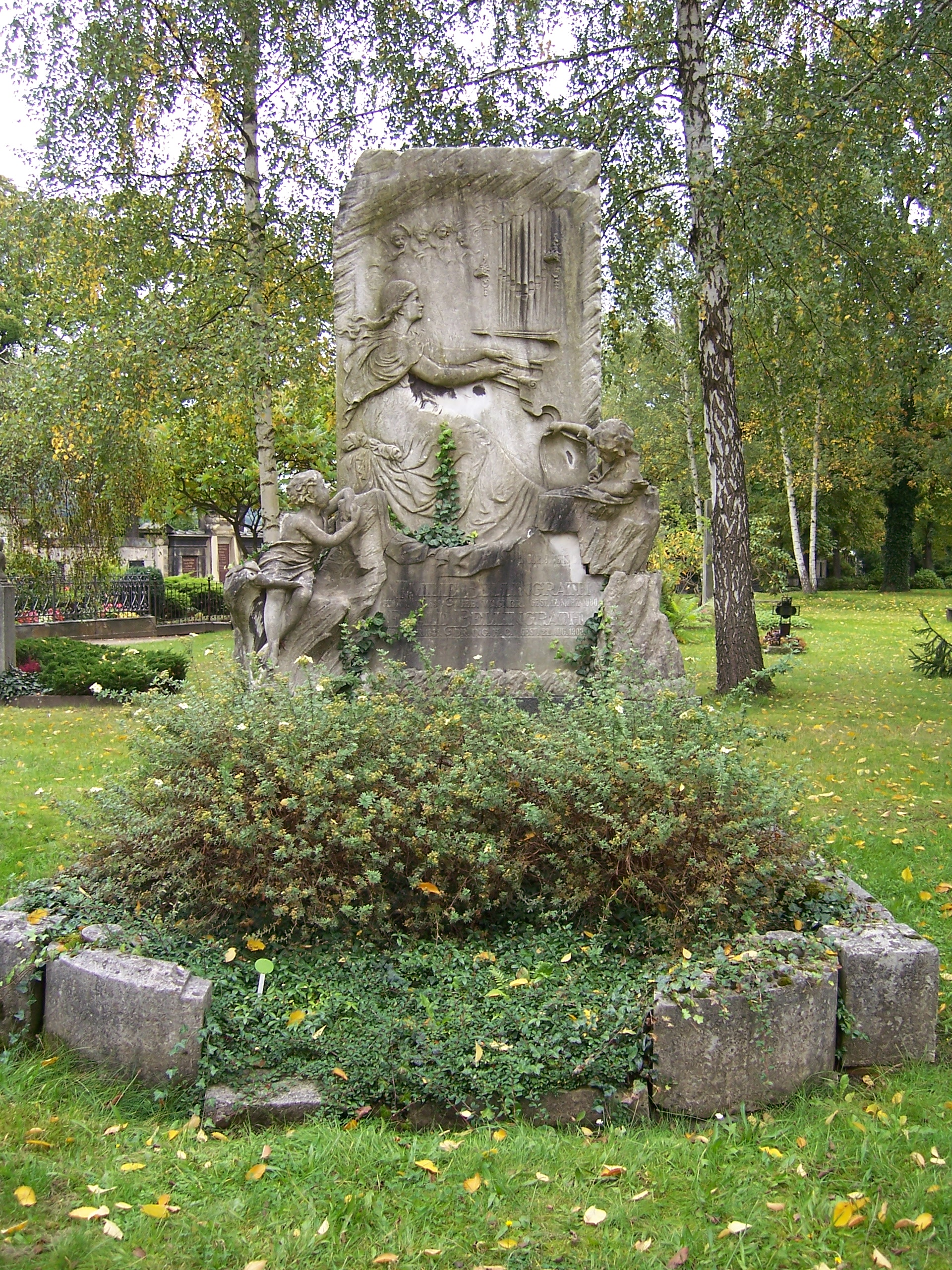
Sepultura de Ewald Bellingrath no Johannisfriedhof (Dresden).